# Târgu Jiu

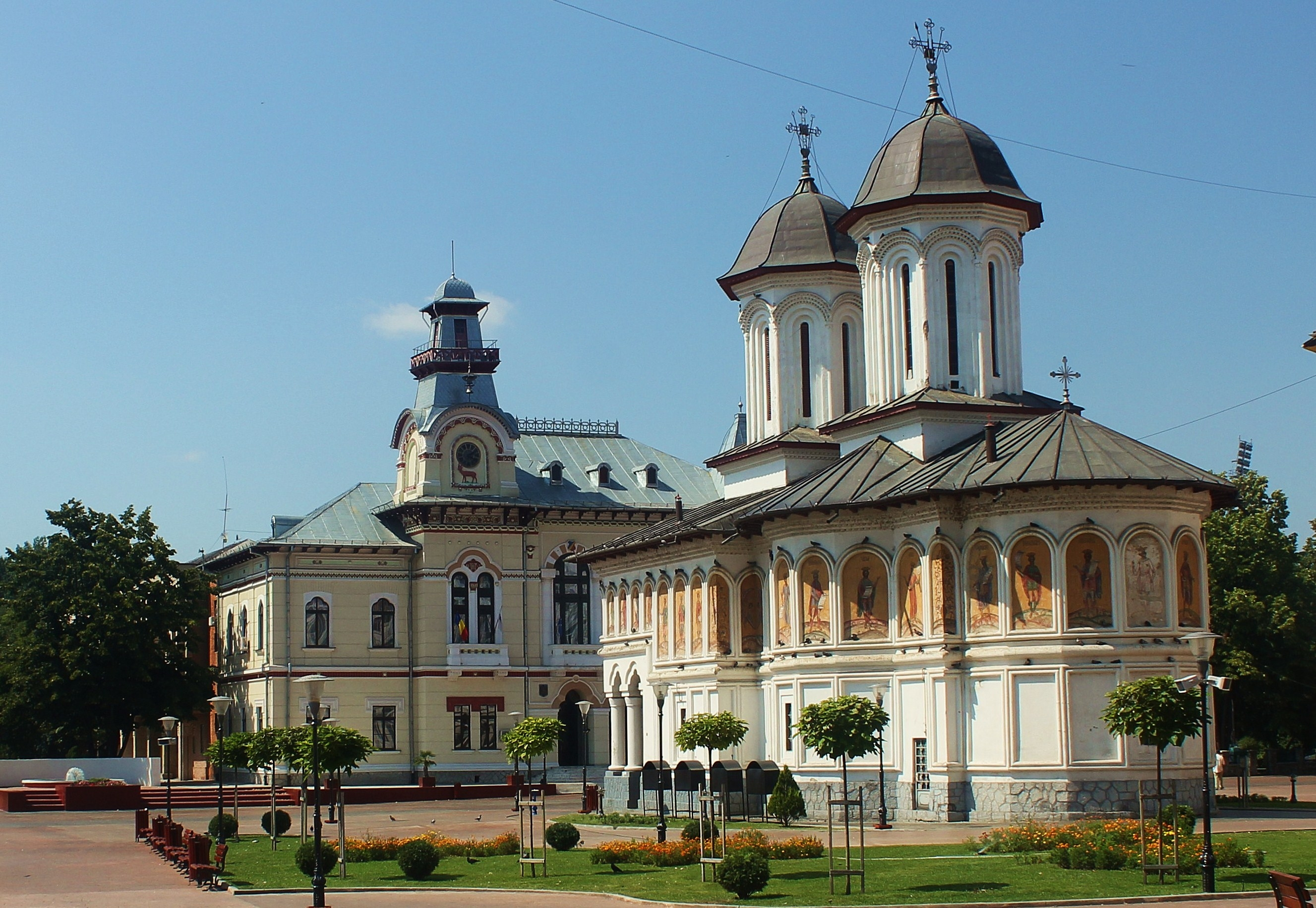
Târgu Jiu

Târgu Jiu é uma cidade da Roménia, capital do judeţ (distrito) de Gorj com 82.504 habitantes (Censos de 2011).

## População
| 1912 | 1930  | 1948  | 1956  | 1966  | 1977  | 1992  | 2002  | 2011  |
| 9763 | 13030 | 17698 | 19618 | 30805 | 63651 | 98238 | 96641 | 82504 |